# گروه سوایند
گروه سوایند (انگلیسی: Sowind Group) شرکت کالای لوکس سوئیسی است، که در سال ۱۷۹۱ تأسیس شد.